# Iron Butterfly
Iron Butterfly (en español: Mariposa de Hierro) es una banda estadounidense de rock formado en San Diego, California, en 1966. Se les conoce sobre todo por el éxito del año 1968 "In-A-Gadda-Da-Vida", que proporcionó un sonido dramático que marcó el camino hacia el desarrollo de la música hard rock y heavy metal. Aunque su apogeo fue a finales de la década de 1960, la banda se ha reencarnado con varios miembros con distintos niveles de éxito, sin nuevas grabaciones desde 1975. Su segundo álbum, In-A-Gadda-Da-Vida (1968), sigue siendo un éxito de ventas, y Iron Butterfly fue el primer grupo en recibir un premio de álbum de platino de Atlantic Records. Su música ha encontrado un impacto significativo en las escenas internacionales de rock, influyendo en numerosos actos como Black Sabbath, AC/DC, Rush, Alice Cooper, Mountain, Uriah Heep, Soundgarden, Stone Temple Pilots y Queens of the Stone Age.

## Historia

### Formación yHeavy(1966-1968)

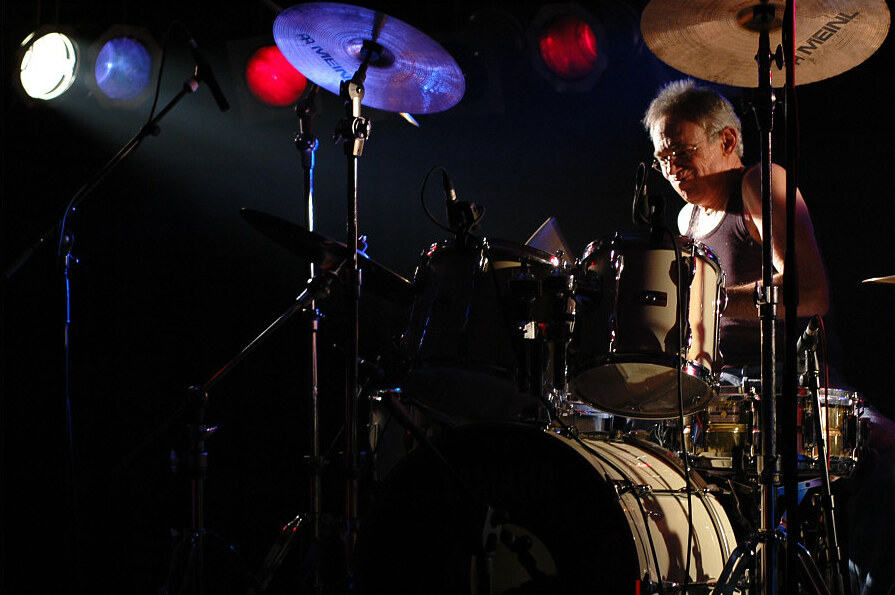
Ron Bushy, Iron Butterfly interpretando "In a Gadda da Vida", Alemania, mayo de 2005

La banda se formó en 1966 en San Diego. Los miembros originales eran Doug Ingle (voz, órgano, exintegrante de Jeri and the Jeritones y Palace Pages, precursor de Iron Butterfly), Jack Pinney (batería), Greg Willis (bajo) y Danny Weis (guitarra, también de Palace Pages). Pronto se unió al grupo el vocalista y panderetero Darryl DeLoach. El garaje de los padres de DeLoach servía de lugar para sus ensayos casi nocturnos.
Jerry Penrod sustituyó a Willis después de que la banda se trasladara a Los Ángeles en el verano de 1966. Pinney finalmente la dejó para volver a estudiar. Bruce Morse sustituyó a Pinney hasta que Ron Bushy (de un grupo llamado Voxmen) se incorporó cuando Morse se marchó por una emergencia familiar. Una contratación en el club Bido Lito's de Hollywood pronto llevó a apariciones regulares en el Galaxy Club y en el Whisky a Go Go.
A principios de 1968, después de que la banda firmara un contrato con Atco Records, una filial de Atlantic Records, se publicó el álbum debut de la banda Heavy. El grupo fue contratado por Charles Greene, de Atlantic, que fue coproductor de Heavy. Todos menos Ingle y Bushy abandonaron la banda después de terminar el álbum a finales del verano de 1967. Los dos músicos restantes, ante la posibilidad de que el disco no se publicara, encontraron rápidamente sustitutos en el bajista Lee Dorman y el guitarrista de 17 años Erik Brann (también conocido como "Erik Braunn" o "Erik Braun") y reanudaron las giras. En una entrevista de 1986 con el fanzine del club de aficionados de IB, The Butterfly Net, Brann declaró que Jeff Beck, Neil Young, y Michael Monarch (que se uniría a Steppenwolf) también habían expresado su interés en unirse al grupo para sustituir a Weis.
Después de que Brann fuera elegido, Penrod y DeLoach, incómodos con la corta edad de Brann y frustrados con el tiempo que le estaba llevando aprender el repertorio de la banda, abandonaron el grupo después de que lo hiciera Weis. Weis y Penrod pasaron a formar el grupo Rhinoceros. En 1970 DeLoach formó Flintwhistle junto con Jerry Penrod y Erik Brann. Actuaron en directo durante aproximadamente un año antes de separarse.

### Éxito conIn-A-Gadda-Da-Viday primera ruptura (1968-1971)
El tema "In-A-Gadda-Da-Vida", de 17 minutos de duración, que da título al segundo álbum de Iron Butterfly, se convirtió en un éxito entre los Top-30 (en su versión sigle editada a 2:52) en los Estados Unidos. El álbum fue galardonado con un disco de oro por la RIAA en diciembre de 1968. El álbum permaneció en las listas de éxitos de Billboard durante 140 semanas y finalmente vendió más de 4 millones de copias.
Durante este tiempo, la banda fue representada por la William Morris Agency, que reservó todos sus conciertos en vivo. Iron Butterfly realizó su primera gira nacional en el verano de 1968 junto a Jefferson Airplane. A finales de 1968, la banda estaba de vuelta en el estudio trabajando en su siguiente álbum. El tercer álbum de Iron Butterfly, Ball, se publicó en enero de 1969 y se convirtió en disco de oro, alcanzando el número 3 en las listas Billboard.
La banda había sido contratada para tocar en Woodstock en agosto de 1969 pero se quedó atascada en el Aeropuerto LaGuardia de Nueva York. Explicaron su situación a los promotores del concierto y les pidieron paciencia. Su representante, sin embargo, envió un telegrama exigiendo que Iron Butterfly llegara en helicóptero, tras lo cual subirían "inmediatamente" al escenario. Tras su actuación, les pagarían y les llevarían de vuelta al aeropuerto. Según el batería Bushy, "fuimos tres veces a la Autoridad Portuaria y esperamos el helicóptero, pero nunca apareció". El coordinador de producción de Woodstock, John Morris, afirma que envió al mánager un telegrama en el que se leía:

For reasons I can't go into (Por razones que no puedo desarrollar)
Until you are here (hasta que estén acá)
Clarifying your situation (aclarando su situación)
Knowing you are having problems (Sabiendo que tienen problemas)
You will have to find (Tendrán que encontrar)
Other transportation (Otro transporte)
Un unless you plan not to come. (A menos que planeen no venir)

El acróstico formado por la primera letra de cada línea del telegrama en su idioma original dejaba claro que la banda no era bienvenida.
Erik Brann dejó la banda después de un último concierto en San Diego el 15 de diciembre de 1969. Brann estaba frustrado con la falta de voluntad de la banda para moverse hacia un sonido de rock más duro. Fue reemplazado en la formación por dos nuevos músicos: el guitarrista/vocalista Mike Pinera (cuyo Blues Image había sido telonero de la gira Vida de Iron Butterfly) y el guitarrista Larry Reinhardt (del grupo precursor de The Allman Brothers Band Second Coming). Tanto Pinera como Larry "Rhino" Reinhardt habían estado ensayando en secreto con la banda desde septiembre de 1969, después de que Brann expresara sus objeciones a continuar. En agosto de 1970 Iron Butterfly lanzó su cuarto álbum de estudio Metamorphosis. El álbum consiguió entrar en el top 20 de Billboard.
Mientras Iron Butterfly estaba de gira por Europa con Yes a principios de 1971, Doug Ingle anunció su intención de abandonar el grupo. Ingle se había cansado de las interminables giras y no estaba totalmente de acuerdo con la nueva dirección de la banda, orientada hacia el blues y el soul. Los cuatro miembros restantes grabaron el sencillo de 45 rpm "Silly Sally" (En algún momento Bushy fue sustituido por un baterista de sesión, a instancias del productor). Con un sonido basado en los metales, más característico de grupos como Blood Sweat and Tears, el sencillo no llegó a las listas de ventas y resultó ser su última grabación antes de su reformación a mediados de la década de 1970.
La banda, con Ingle a cuestas, decidió hacer una última gira, formando pareja con Black Oak Arkansas. El compañero de banda de Pinera en Blues Image, el batería Manny Bertematti, sustituyó a Bushy en la mayoría de las fechas de la gira debido a la lesión de hombro de este último. El grupo se disolvió después de tocar el último concierto de la gira en el Central Oregon Community College de Bend, Oregón el 23 de mayo de 1971. Otra razón por la que la banda no continuó en ese momento, según una entrevista posterior de Pinera, fue el esfuerzo del Servicio de Impuestos Internos de Estados Unidos por recaudar impuestos impagados.
Dorman y Reinhardt fundaron posteriormente Captain Beyond.

### Reuniones (1974-2011)

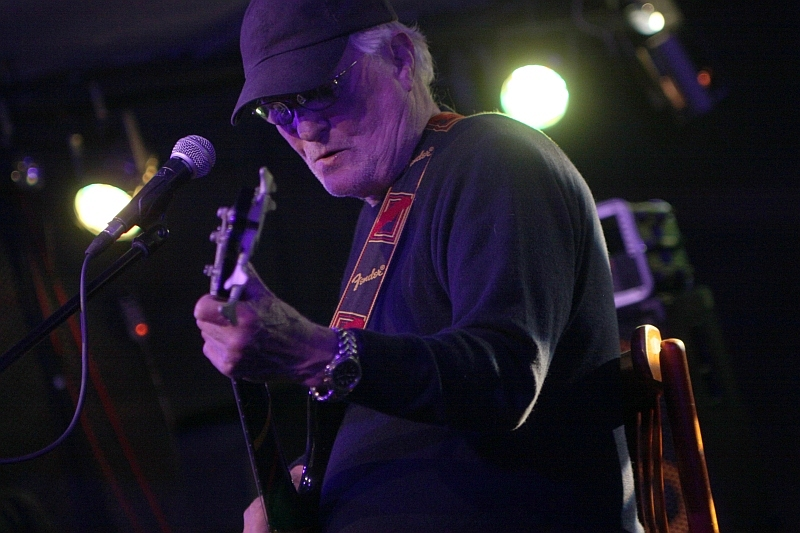
Bassist Lee Dorman en Praga el 11 de marzo de 2012

En 1974 Brann fue contactado por un promotor para reformar Iron Butterfly, por lo que se reunió con Ron Bushy para formar una nueva versión del grupo, firmando con MCA Records y uniéndose el amigo de Bushy, el bajista Philip Taylor Kramer, y el teclista Howard Reitzes, un amigo de Brann que trabajaba en una tienda de música. Brann, que había hecho de vocalista ocasional durante la carrera original de Iron Butterfly, sirvió como vocalista principal de la banda esta vez. El álbum Scorching Beauty fue lanzado en enero de 1975 con Reitzes y Sun and Steel en octubre de 1975 con Bill DeMartines reemplazando a Reitzes. Ambos álbumes fueron criticados por parecerse poco al tono original del grupo y se vendieron mal en comparación con sus anteriores lanzamientos.
En 1977, la agrupación Bushy/Brann/Kramer/DeMartines se disolvió tras sufrir una mala gestión y unas giras que habían empezado en teatros pero acabaron en bares y clubes. Bushy, Kramer y DeMartines formaron Magic y Lee Dorman creó una nueva formación de IB con Rhino que incluía al cantante británico Jimi Henderson, Larry Kiernan a los teclados, David Love a la guitarra y Kevin Karamitros a la batería. Esta formación realizó giras principalmente por el sur. En 1978, la formación estaba formada por Dorman, Karamitros, Pinera y John Leimseider a los teclados.
A finales del otoño de 1978, un promotor alemán hizo una oferta para que la banda saliera de gira. La formación de Metamorphosis (Ingle, Bushy, Dorman, Pinera y Rhino) hizo los preparativos, pero justo antes de partir hacia Alemania, el padre de Dorman enfermó y otro bajista, Keith Ellis (anteriormente de Boxer), fue contratado para sustituir a Dorman en caso de que tuviera que regresar repentinamente a EE. UU.. Durante la gira, Ellis murió en Darmstadt, Alemania, el 12 de diciembre de 1978.
Tras su regreso a Estados Unidos, el grupo Metamorphosis actuó en algunos conciertos de regreso a principios de 1979, con Erik Brann como invitado. Más tarde, en 1979, Bushy volvió a su otro grupo, Gold, y la siguiente formación de IB fue: Mike Pinera, Lee Dorman, Doug Ingle, John Leimseider y el compañero de Dorman en Captain Beyond, el batería Bobby Caldwell. Todavía más tarde ese mismo año, Bobby Hasbrook, de Hawái, se unió a la banda como guitarrista principal y voz principal junto a Dorman, Pinera, Caldwell y Leimseider.
La alineación de IB estuvo en un constante estado de cambio desde finales de 1979, como lo demuestran las siguientes agrupaciones: Brann, Dorman, Leimseider, Caldwell y Hasbrook (1979); Pinera, Brann, Dorman, Hasbrook, Caldwell y Nathan Pino - teclados (1979); Dorman, Brann, Hasbrook, Tim Kislan - teclados, Zam Johnson - batería y Starz Vanderlocket - voz, percusión (1980); Dorman, Rhino, Leimseider, Randy Skirvin - guitarra, Jimmy Rock - batería y Luke - voz, percusión (1981-1982); Pinera, Dorman, Rhino, Guy Babylon - teclados y Jan Uvena - batería (1982) más Pinera, Dorman, Rhino, Babylon y Bushy (1982).
El 31 de julio de 1982, la formación de Pinera, Dorman, Rhino, Babylon y Bushy entró en Music Sound Connection Studio en Studio City, California para grabar algo de material, del que nunca se ha publicado nada.
A finales de 1982, Ingle volvió al redil una vez más mientras John Shearer (de la banda de Steve Hackett) entraba a la batería y el percusionista Luke también se reincorporó ya que Bushy había aceptado un trabajo de ventas fuera de la música para Makita Tools. Brann (que había participado como invitado en algunos conciertos durante 1982) pronto terminó su asociación con la banda también en este momento.
Pinera se marchó de nuevo, al igual que Luke, en 1983 e IB trabajó en más material en septiembre de ese año, con el batería Jerry Sommers tocando en algunos temas. Pero, una vez más, nunca salió nada.
Entonces Ingle, Dorman, Rhino y el batería Rick Rotante emprendieron la gira "Wings of Flight Tour" a principios de 1984, con Lenny Campanero (ex-Badfinger) sustituyendo a Rotante para más sesiones de grabación en los Salty Dog Studios de Van Nuys, California.
El "Legends Tour" tuvo lugar en otoño de 1984 con Ingle, Dorman, Campanero y el guitarrista Steve Fister (más tarde de Steppenwolf) y otro exalumno de Steppenwolf, el bajista Kurtis Teel, ocupó el lugar de Dorman para el "Phoenix Tour" en otoño del 85, que terminó a finales de noviembre, poco después de lo cual, Teel murió repentinamente de un soplo en el corazón el 2 de diciembre. El grupo se disolvió de nuevo debido a problemas de gestión.
En la primavera de 1987, Bushy y Pinera volvieron a juntarse para salir de gira como Iron Butterfly para la gira "Wings of Flight 87" (Dorman estaba capitaneando un barco pesquero, por lo que no estaba disponible en ese momento) con Ace Baker (teclados) y Kelly Reubens (bajo). Tim Von Hoffman y Glen Rappold (guitarra, bajo) pronto sustituyeron a Ace Baker y el batería Donny Vosburgh (que había estado en Thee Image con Pinera) actuó como invitado en algunos de estos conciertos de 1987 y sustituyó a Bushy en otros. Pero esto duró poco, ya que Bushy y luego Brann ensayaron diferentes alineaciones de IB en agosto y septiembre de ese año (ver Alineaciones más abajo) que nunca llegaron al escenario del concierto.
En diciembre de 1987 la "formación clásica" de Ingle, Brann, Dorman y Bushy se reunió en el The Roxy Theatre para preparar una gira de treinta fechas por la Costa Este en el invierno y la primavera de 1988 que culminó con una aparición en la celebración del Atlantic Records 40th Anniversary en el Madison Square Garden el 14 de mayo de 1988, junto a Led Zeppelin y muchos otros.
Tras esto, Brann y Dorman decidieron continuar, incorporando a Rhino, al teclista Derek Hilland y al batería Sal Rodríguez (sustituido por Kenny Suárez). A ellos se unieron el cantante y líder Steve "Mick" Feldman y las coristas JoAnne Kurman-Montana y Cecelia Noel, que también aparecieron con la banda en algunos conciertos en 1989, así como otro batería, Doug Freedman, que sustituyó a Suárez en otoño del 89. La formación de 1989 de Brann, Dorman, Rhino, Hilland, Feldman y Suárez apareció en Woodstock '89, que tuvo lugar en agosto de 1989 veinte años después y en el lugar del concierto original de Woodstock de 1969 como celebración espontánea del 20 aniversario del evento.
En 1990, después de que Brann rompiera con los demás y dejara Iron Butterfly para siempre, Dorman, Rhino, Hilland y Suárez grabaron un álbum con el cantante Robert Tepper que iba a ser un álbum de IB llamado We Will Rise, pero en su lugar se archivó y finalmente se convirtió en el álbum en solitario de Tepper de 1996, No Rest For The Wounded Heart.
Tras el fracaso de la formación liderada por Tepper, éste se marchó para continuar su carrera en solitario y Dorman, Rhino y Bushy volvieron a la carretera a principios de 1993 con el teclista Burt Diaz.
Doug Ingle volvió a unirse a la banda en julio de 1994. En la primavera de 1997 la banda hizo una gira por Europa con los miembros de la "era clásica" Ingle, Bushy y Dorman, junto con Hilland y Barnett. En 2008 se publicó un DVD con las actuaciones en directo de esta gira. Hilland dejó el grupo en 1997 e Ingle se retiró oficialmente a principios de 1999. El cantante y teclista Damian Bujanda tuvo un breve mandato, pero después de dejarlo por razones personales, Larry Rust se unió a la banda como vocalista y teclista desde 1999 hasta 2005.
En 2001, después de que Dorman se pusiera enfermo, Oly Larios, miembro del equipo de carretera de la banda, se hizo cargo del bajo.
El guitarrista y vocalista Charlie Marinkovich se unió a la banda en 2002. Originario de Seattle, Marinkovich había tocado con Randy Hansen y otros.
El vocalista original Darryl DeLoach (nacido el 12 de septiembre de 1947) murió de cáncer de hígado el 3 de octubre de 2002, a la edad de 55 años.
El 25 de julio de 2003, Erik Brann murió de insuficiencia cardíaca a la edad de 52 años.
Derek Hilland volvió a tocar los teclados en las fechas de 2003 del grupo cuando Larry Rust no estaba disponible.
Larry Rust se separó de la banda en 2005 y fue sustituido por el violinista, teclista y compositor alemán Martin Gerschwitz, que había trabajado anteriormente con Lita Ford, Meat Loaf, Walter Trout y, más recientemente, Eric Burdon y The Animals.
A principios de 2010, se anunció que Iron Butterfly recibiría el Lifetime Achievement Award en la 20.ª edición de los San Diego Music Awards, que tuvo lugar el 12 de septiembre de 2010. El premio fue entregado por el alcalde de San Diego Jerry Sanders. Más tarde, ese mismo año, Ray Weston (exintegrante de Wishbone Ash) entró para sustituir a Ron Bushy en la batería después de que éste se viera apartado por problemas de salud.
A principios de 2012, Phil Parlapiano sustituyó a Martin Gerschwitz en algunos conciertos cuando Gerschwitz no pudo tocar debido a su propia agenda de gira en solitario.

### Muertes de Reinhardt y Dorman, e inactividad (2012-2014)
El ex guitarrista Larry "Rhino" Reinhardt falleció el 2 de enero de 2012, a los 63 años, debido a una cirrosis hepática. El bajista Lee Dorman, que tenía un historial de problemas cardíacos, falleció el 21 de diciembre de 2012, a los 70 años. Tanto Reinhardt como Dorman fueron también miembros fundadores de Captain Beyond.
Tras la muerte de Dorman, Iron Butterfly se disolvió una vez más. Charlie Marinkovich reveló en 2013 que había abandonado la banda por completo y que Ron Bushy estaba muy enfermo, rodeando el futuro de la banda de dudas. En algunos momentos durante su recuperación en 2014, Ron Bushy acarició la idea de reunir una nueva banda Iron Butterfly, posiblemente con Martin Gerschwitz volviendo a los teclados y la voz principal.

### Tercera reunión/banda tributo y muerte de Ron Bushy (2015-presente)
A finales de 2014, surgieron informes de la reforma de la banda, con una alineación compuesta por Bushy, Mike Pinera, Doug Ingle, Jr. en los teclados y un bajista sin nombre. Sin embargo, esta reforma no llegó a buen puerto y en 2015 la banda dio a conocer una formación formada por Bushy y el guitarrista Eric Barnett, que regresaba, junto con los nuevos miembros Mike Green (percusión), Dave Meros (bajo), Phil Parlapiano (teclados) y Ray Weston (batería). Meros, Parlapiano y Weston habían tocado anteriormente con Iron Butterfly como músicos sustitutos; Meros por Dorman (en 2006) Parlapiano por Gerschwitz (en 2012) y Weston por Bushy (en 2010) respectivamente.
En ese momento, Ron Bushy todavía estaba involucrado con Iron Butterfly, pero se retiró de la actuación debido a sus problemas de salud. Esto dejó a Weston como el único baterista activo de la banda en todas las apariciones desde la reunión de 2015 hasta finales de 2019. En el verano de 2018, Bushy hizo una rara aparición como invitado con la banda en un concierto en California. Esta resultó ser su primera actuación en el escenario con Iron Butterfly desde 2012 y su última con la banda.
El ex teclista de Butterfly Larry Rust murió pacíficamente en su casa cerca de Los Ángeles el 25 de noviembre de 2016, a la edad de 63 años. El bajista fundador Greg Willis murió el 11 de noviembre de 2016. Se organizó un concierto homenaje el 30 de noviembre en Nicky Rottens en El Cajón.
El 15 de enero de 2020, el sitio web oficial de Iron Butterfly y su agente de reservas anunciaron la alineación de la banda para 2020: Eric Barnett (guitarra, voz), Dave Meros (bajo, voz), Bernie Pershey (batería, percusión), Martin Gerschwitz (teclados, voz), con invitados ocasionales o músicos de relleno siendo Ron Bushy (batería, percusión), Ray Weston (batería, percusión) y Michael Thomas Franklin (teclados).
El 29 de agosto de 2021, Iron Butterfly emitió un comunicado en el que informaba de que Bushy había fallecido esa misma mañana en el UCLA Medical Center de Santa Mónica tras una batalla contra el cáncer de esófago, a la edad de 79 años, convirtiéndose en el tercer miembro de la formación In-A-Gadda-Da-Vida en morir, tras Erik Brann y Lee Dorman en 2003 y 2012 respectivamente, quedando Doug Ingle como único superviviente de esta alineación.

## Miembros originales y reformación con los miembros principales
- Desde 1977 hasta hoy, la banda se ha reformado muchas veces, con muchos músicos diferentes, en el cuadro solamente los formaciones con miembros principales.

## Discografía

### Álbumes de estudio
- Heavy, Atco #227, 22 de enero de 1968, US #78
- In-A-Gadda-Da-Vida, Atco #250, 25 de julio de 1968, US #4
- Ball, Atco #280, 17 de enero de 1969, US #3
- Metamorphosis, Atco #339, 13 de agosto de 1970, US #16
- Scorching Beauty, 1975
- Sun and Steel, 1975

### Álbumes en directo
- Live, 1970
- Fillmore East 1968, 2011

### Álbumes de recopilación
- Evolution: The Best of Iron Butterfly, 1971
- Star Collection, 1973
- Rare Flight, 1988
- Light & Heavy: The Best of Iron Butterfly, 1993

### EP
- "Iron Butterfly Theme" b/w "Look for the Sun", "Possession"
- RADIO EP: "Iron Butterfly Theme", "Possession" b/w "Get Out of My Life Woman", "Unconscious Power"
- "In-A-Gadda-Da-Vida", "Flowers and Beads" b/w "My Mirage"

### Sencillos
- Don't Look Down On Me b/w Possession 1968
- Unconscious Power b/w Possession; Atco #6573; 3 de abril de 1968
- In-A-Gadda-Da-Vida (editada 2:52) (US #30) b/w Iron Butterfly Theme (editada 3:25); Atco #6606; 31 de julio de 1968
- Soul Experience (US #75) b/w In The Crowds; Atco #6647; 20 de enero de 1969
- In The Time Of Our Lives (US #96) b/w It Must Be Love; Atco #6676; 11 de abril de 1969
- I Can't Help But Deceive You Little Girl b/w To Be Alone (US#118); Atco #6712; 16 de septiembre de 1969
- Possession b/w Evil Temptation 1970
- Easy Rider (US #66) b/w Soldier In Our Town; Atco #6782; 18 de septiembre de 1970
- New Day b/w Soldier In Our Town (en Europa) 1970
- Stone Believer (editada) b/w Silly Sally; Atco #6818; 16 de abril de 1971
- Silly Sally b/w Talkbox Solo from Butterfly Bleu (Cara-B es la sección talkbox de la canción) (en Europa) 1971
- Shady Lady b/w Best Years Of Our Lives (en Europa)
- Pearly Gates (editada) b/w Searchin' Circles (editada)
- Beyond The Milky Way b/w Get It Out
- I'm Right I'm Wrong (editada 3:50) b/w Free (sólo existen copias para promoción)
- In-A-Gadda-Da-Vida (editada 2:52) b/w Soul Experience (relanzamiento de Atlantic Oldies)